# 鷹女孩
鷹女（英語：Hawkgirl）是美國DC漫畫出版的超級英雄的名字。初代鷹女希拉·桑德斯·哈爾，由作家加德納·福克斯 和藝術家丹尼斯·內維爾 Dennis Neville 創建，並首次出現在 《Flash Comics》 #1（1940 年 1 月）中。莎耶拉·霍爾則由作家加德納·福克斯和藝術家喬·庫伯特( Joe Kubert )創作，首次出現在 《The Brave and the Bold 》#34（1961 年 3 月）中。而肯德拉·桑德斯由作家 大衛·S·高耶 和藝術家史蒂芬·薩多斯基( Stephen Sadowski )創作，並首次出現在《JSA: Secret Files and Origins》 #1（1999 年 8 月）中。作為 DC 最早的超級女主角之一，鷹女出現在該公司的許多旗艦團隊頭銜中，包括美國正義協會和美國正義聯盟。
在 DC 漫畫中出現了幾個鷹女的化身，皆以使用古老的武器和人造翅膀為特徵，並連接到由特殊的第 N 金屬製成的背帶上，可以飛行。鷹女的大多數與鷹俠密切合作。
自從 DC 的連續性在 1985 年的《無限地球危機》系列中被改寫以來，鷹女的歷史已經變得混亂，這些年來出現了幾個新版本的角色，有些與古埃及有關，有些與虛構的塔納加爾星球有關。這個角色的這些版本已經出演了幾個不同時長的系列。
Hawkgirl 已被改編成各種媒體，包括動畫電影、視頻遊戲以及真人及動畫電視連續劇，在《正義聯盟》、《無限正義聯盟》、《閃電俠》、 Arrow、Young Justice、DC Super Hero Girls 和 明日傳奇。席亞拉·蕾妮(Ciara Renée)在 綠箭宇宙系影影集演出了這個角色。 

## 出版歷史

### 黃金時代
Shiera Sanders 由作家 加德納·福克斯 和藝術家丹尼斯·內維爾 (Dennis Neville) 創建，並首次出現在 《Flash》 #1（1940 年 1 月）中。，與 Fox 和 Neville 介紹 Hawkman 的 12 頁故事相同。 Shiera 首次在全明星漫畫第 5 期（1941 年 7 月）中以 Hawkgirl 的身份出現，該服裝由 Sheldon Moldoff  根據 Neville 的 Hawkman 服裝製作。 

## 歷代鷹女

### 希拉·桑德斯·哈爾
黃金時代的鷹女是埃及公主柴阿拉的轉世希拉·桑德斯·霍爾，黃金時代的鷹俠卡特·霍爾的搭檔。

### 肯德拉·桑德斯
肯德拉·桑德斯 (Kendra Saunders) 是一位自殺的年輕西班牙裔女性。 當肯德拉的靈魂離開她的身體，即她祖父的堂兄希拉·霍爾的靈魂時，黃金時代的鷹女進入了它，讓肯德拉成為了步行者。 她的祖父，前 OSS 特工和環球旅行冒險家 Speed Saunders 認識到了這一點，部分原因是眼睛顏色發生了變化，並鼓勵他的孫女接受她作為“新”鷹女的命運。

## 資料來源
1. ↑  Flash Comics #1 （页面存档备份，存于） at the Grand Comics Database
2. ↑  Hawkgirl （页面存档备份，存于） at the Grand Comics Database